# طنجالة
طُنْجَالَة (بالتركية: طونج ایلی، ؛ بالكردية: مامەکی) مدينة تركية والنسبة إليها طُنْجَالِيّ. وهي من بلدات قضاء طنجالة وعاصمة ولاية طنجالة. والطنجاليون أكثرهم كرد وتبلغ عِدَّتُهم 25٬041 نسمةً.

## المناخ
| البيانات المناخية لـتونجلي                        | البيانات المناخية لـتونجلي | البيانات المناخية لـتونجلي | البيانات المناخية لـتونجلي | البيانات المناخية لـتونجلي | البيانات المناخية لـتونجلي | البيانات المناخية لـتونجلي | البيانات المناخية لـتونجلي | البيانات المناخية لـتونجلي | البيانات المناخية لـتونجلي | البيانات المناخية لـتونجلي | البيانات المناخية لـتونجلي | البيانات المناخية لـتونجلي | البيانات المناخية لـتونجلي |
| الشهر                                             | يناير                      | فبراير                     | مارس                       | أبريل                      | مايو                       | يونيو                      | يوليو                      | أغسطس                      | سبتمبر                     | أكتوبر                     | نوفمبر                     | ديسمبر                     | المعدل السنوي              |
| ------------------------------------------------- | -------------------------- | -------------------------- | -------------------------- | -------------------------- | -------------------------- | -------------------------- | -------------------------- | -------------------------- | -------------------------- | -------------------------- | -------------------------- | -------------------------- | -------------------------- |
| الدرجة القصوى °م (°ف)                             | 14.2 (57.6)                | 18.1 (64.6)                | 26.0 (78.8)                | 32.2 (90.0)                | 36.6 (97.9)                | 39.0 (102.2)               | 43.5 (110.3)               | 43.5 (110.3)               | 40.3 (104.5)               | 35.6 (96.1)                | 27.0 (80.6)                | 21.7 (71.1)                | 43.5 (110.3)               |
| متوسط درجة الحرارة الكبرى °م (°ف)                 | 2.7 (36.9)                 | 4.5 (40.1)                 | 10.9 (51.6)                | 17.9 (64.2)                | 23.9 (75.0)                | 29.9 (85.8)                | 35.0 (95.0)                | 35.2 (95.4)                | 30.5 (86.9)                | 22.7 (72.9)                | 13.4 (56.1)                | 5.5 (41.9)                 | 19.3 (66.8)                |
| المتوسط اليومي °م (°ف)                            | −2.0 (28.4)                | −0.4 (31.3)                | 5.6 (42.1)                 | 11.9 (53.4)                | 17.1 (62.8)                | 22.7 (72.9)                | 27.3 (81.1)                | 26.9 (80.4)                | 21.6 (70.9)                | 14.7 (58.5)                | 6.9 (44.4)                 | 1.0 (33.8)                 | 12.8 (55.0)                |
| متوسط درجة الحرارة الصغرى °م (°ف)                 | −5.8 (21.6)                | −4.6 (23.7)                | 0.8 (33.4)                 | 6.2 (43.2)                 | 10.2 (50.4)                | 14.5 (58.1)                | 18.9 (66.0)                | 18.4 (65.1)                | 13.3 (55.9)                | 8.2 (46.8)                 | 2.0 (35.6)                 | −2.4 (27.7)                | 6.6 (44.0)                 |
| أدنى درجة حرارة °م (°ف)                           | −30.3 (−22.5)              | −29.0 (−20.2)              | −24.7 (−12.5)              | −7.1 (19.2)                | −0.1 (31.8)                | 5.3 (41.5)                 | 9.2 (48.6)                 | 7.7 (45.9)                 | 2.6 (36.7)                 | −4.0 (24.8)                | −16.4 (2.5)                | −25.6 (−14.1)              | −30.3 (−22.5)              |
| الهطول مم (إنش)                                   | 127.2 (5.01)               | 109.0 (4.29)               | 111.2 (4.38)               | 108.4 (4.27)               | 70.1 (2.76)                | 19.0 (0.75)                | 3.7 (0.15)                 | 2.9 (0.11)                 | 13.9 (0.55)                | 65.0 (2.56)                | 104.9 (4.13)               | 139.6 (5.50)               | 874.9 (34.46)              |
| متوسط أيام هطول الأمطار                           | 11.9                       | 12.1                       | 13.0                       | 13.8                       | 12.2                       | 5.2                        | 1.5                        | 1.2                        | 2.6                        | 8.4                        | 9.6                        | 11.8                       | 103.3                      |
| ساعات سطوع الشمس الشهرية                          | 105.4                      | 112.0                      | 167.4                      | 192.0                      | 279.0                      | 336.0                      | 368.9                      | 350.3                      | 291.0                      | 213.9                      | 150.0                      | 93.0                       | 2٬658٫9                    |
| المصدر: Devlet Meteoroloji İşleri Genel Müdürlüğü |                            |                            |                            |                            |                            |                            |                            |                            |                            |                            |                            |                            |                            |

## أعلام
- يوسف خيال أوغلو